# Bataille du Trocadéro
Pour les articles homonymes, voir Trocadéro.
Guerre royaliste
Batailles
- Expédition d'Espagne
- Sainte-Marguerite
- Campillo de Arenas
- Pampelune
- Trocadéro

La bataille du Trocadéro est un fait d'armes survenu dans la nuit du 30 au 31 août 1823, au cours de l'expédition d'Espagne, pendant la guerre royaliste. Elle s'achève sur la victoire du corps expéditionnaire français sur les libéraux espagnols à Cadix en Espagne. Cette bataille rétablit l'autorité du monarque absolu Ferdinand VII.

## Contexte
À l'abdication de Napoléon Ier en 1814, les Bourbons remontent sur les trônes de France et d'Espagne. Dans ce dernier pays, Ferdinand VII accepte à contrecœur la constitution libérale de Cadix mais, en secret, il demande de l’aide à la Sainte-Alliance pour contrecarrer les libéraux de l'Assemblée des Cortes. En janvier 1820, le colonel Rafael del Riego mène une révolte et le roi se retrouve renfermé sous bonne garde dans le bâtiment de la Douane de Cadix. Pour abattre cette révolution qui a pris le contrôle d’une grande partie du pays, la Sainte-Alliance donne, lors du congrès de Vérone (octobre 1822), un mandat à la France pour intervenir au secours du roi.

## La prise du Fort Louis

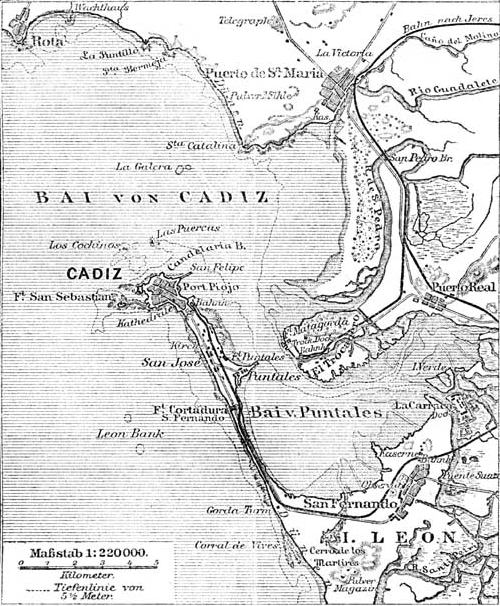
Plan du site,.

En avril 1823, un corps expéditionnaire, surnommé « les Cent Mille Fils de Saint Louis », est envoyé par Louis XVIII pour rétablir le roi Ferdinand VII sur son trône. Ces troupes, placées sous le commandement de son neveu le duc d'Angoulême, franchissent les Pyrénées, s'emparent de Madrid, puis marchent sur Cadix. Le 31 août 1823, les forces révolutionnaires sont mises en déroute en tentant de défendre deux forts à Puerto Real, une ville à une douzaine de kilomètres de Cadix.
Le Fort Louis, qui défend le port de la ville, est enlevé à la baïonnette, à marée basse, par le capitaine des grenadiers de la Garde, le chevalier de la Villatte, qui s’est jeté à l'eau dans le canal, et ses hommes le suivant à la nage tenant fusils et gibernes à bout de bras au-dessus de l’eau, ce qui est considéré comme le fait de gloire de cette bataille. Tout le monde s’accroche aux fascines et franchit les retranchements surprenant les artilleurs espagnols, qui se font tuer autour de leurs pièces à la baïonnette, les grenadiers ne pouvant faire usage de leurs cartouches mises hors de service par l’eau:158. L’assaut ayant repris, un moulin, des buttes de sable, des maisons, des fossés sont enlevés aux constitutionnels débusqués à travers les rochers et les fondrières. Avant 9 heures, les Français contrôlent la presqu’ile de Trocadéro, d’où le château de Matogorda tient en échec la pointe adverse de Puntalès, et la ville de Cadix à la distance la plus rapprochée. Près de 500 constitutionnels sont tués ou blessés, plus de 1 000 sont prisonniers, dont leur chef, le colonel Garces, député aux Cortes. Le général Alava demande « au nom du Roi »,  un armistice au duc d’Angoulême, mais se voit refuser tout entretien avant que Ferdinand ne soit placé sous la protection des troupes françaises.

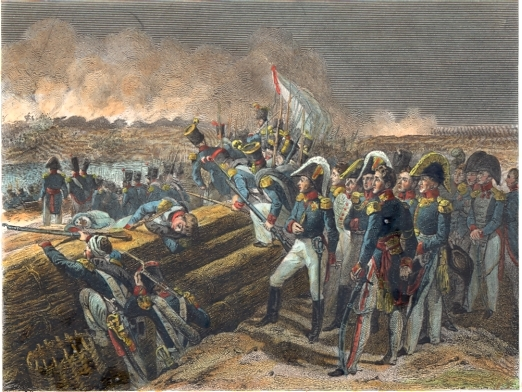
La prise du Fort Louis (Trocadéro), le 31 août 1823.

Le 3 octobre 1823, Cadix se soumet.

## Conséquences
Les Cortes prononcent leur propre dissolution à Cadix, le 27 septembre 1823. Le roi, qui a promis l’amnistie aux Libéraux, le 30 octobre 1823, retrouve sa liberté, et revient sur sa parole, le lendemain même. Le 4 octobre, tous les cadres de l’administration libérale son exilés, et le roi d'Espagne, qui n’est pas particulièrement reconnaissant envers son cousin Louis XVIII, puisqu’il écrivait depuis sa journée de Cadix : « Le joug dont Votre Altesse prétend avoir délivré l’Espagne n’a jamais existé et je n’ai jamais été privé d’aucune autre liberté que de celle dont les opérations de l’armée française m’ont dépouillé. », entreprend la restauration absolutiste en Espagne.
L’une des premières « guerres d’ingérence » de la période contemporaine, la bataille du Trocadéro a contribué à inciter le président des États-Unis James Monroe à énoncer, le 2 décembre 1823, les principes de la doctrine Monroe, destinée à protéger les Amériques contre l’intervention des puissances européennes.

## Hommages
À Paris, la place du Trocadéro (ex « place du roi de Rome ») et le palais du Trocadéro qui y fut construit, ont été nommés ainsi en l'honneur de cette victoire militaire française.